# Vorortbahn Wilhelmshaven
| Kopfbahnhof Streckenanfang (Strecke außer Betrieb)       | 11,9 | Voslapp                             | Voslapp                             |
| Haltepunkt / Haltestelle (Strecke außer Betrieb)         | 11,3 | Wilhelmshaven-Hörn                  | Wilhelmshaven-Hörn                  |
| Haltepunkt / Haltestelle (Strecke außer Betrieb)         | 9,6  | Rüstersiel                          | Rüstersiel                          |
| Brücke über Wasserlauf (Strecke außer Betrieb)           |      | Maade                               | Maade                               |
| Haltepunkt / Haltestelle (Strecke außer Betrieb)         | 8,7  | Maadebrücke                         | Maadebrücke                         |
| Abzweig geradeaus und nach links (Strecke außer Betrieb) |      | nach Neuengroden                    | nach Neuengroden                    |
| Abzweig geradeaus und von links (Strecke außer Betrieb)  |      | von Neuengroden                     | von Neuengroden                     |
| Haltepunkt / Haltestelle (Strecke außer Betrieb)         | 8,3  | Altengroden                         | Altengroden                         |
| Bahnhof (Strecke außer Betrieb)                          |      | Schaar                              | Schaar                              |
| Bahnhof (Strecke außer Betrieb)                          |      | Schaardeich                         | Schaardeich                         |
| Bahnhof (Strecke außer Betrieb)                          | 3,5  | Middelsfähr / Olympiawerke          | Middelsfähr / Olympiawerke          |
| Brücke über Wasserlauf (Strecke außer Betrieb)           |      | Ems-Jade-Kanal                      | Ems-Jade-Kanal                      |
| Kreuzung (Strecke geradeaus außer Betrieb)               |      | Bahnstrecke Wilhelmshaven–Oldenburg | Bahnstrecke Wilhelmshaven–Oldenburg |
| Abzweig ehemals geradeaus und von links                  |      | von Wilhelmshaven                   | von Wilhelmshaven                   |
| ehemaliger Haltepunkt / Haltestelle                      |      | Sande Nord                          | Sande Nord                          |
| Abzweig geradeaus und von rechts                         |      | von Wilhelmshaven                   | von Wilhelmshaven                   |
| Bahnhof                                                  | 0,0  | Sande                               | Sande                               |
| Strecke                                                  |      | nach Oldenburg                      | nach Oldenburg                      |

| Strecke (außer Betrieb)                                   |     | von Voslapp          | von Voslapp          |
| Haltepunkt / Haltestelle (Strecke außer Betrieb)          | 6,7 | Maadebrücke          | Maadebrücke          |
| Abzweig geradeaus und nach rechts (Strecke außer Betrieb) |     | nach Altengroden     | nach Altengroden     |
| Abzweig geradeaus und von rechts (Strecke außer Betrieb)  |     | von Altengroden      | von Altengroden      |
| Haltepunkt / Haltestelle (Strecke außer Betrieb)          |     | Neuengroden          | Neuengroden          |
| Haltepunkt / Haltestelle (Strecke außer Betrieb)          |     | Mühlenweg            | Mühlenweg            |
| Haltepunkt / Haltestelle (Strecke außer Betrieb)          |     | Jachmannstraße       | Jachmannstraße       |
| Abzweig geradeaus und nach rechts (Strecke außer Betrieb) | 0,0 | Bhf Whv. Gökerstraße | Bhf Whv. Gökerstraße |
| Strecke (außer Betrieb)                                   |     | Bauwerft             | Bauwerft             |
| Kreuzung (Strecken außer Betrieb)                         |     | Südstrecke           | Südstrecke           |
| Betriebsstelle Strecke bis hier außer Betrieb             |     | Handelshafen         | Handelshafen         |
| Abzweig geradeaus und von rechts                          |     | von Hauptbahnhof     | von Hauptbahnhof     |
| ehemaliger Bahnhof                                        |     | Wilhelmshaven-West   | Wilhelmshaven-West   |
| Strecke                                                   |     | nach Sande           | nach Sande           |

| Kopfbahnhof Streckenanfang (Strecke außer Betrieb)       | 8,2 | Whv. Friedrich-Wilhelm-Platz                          | Whv. Friedrich-Wilhelm-Platz                          |
| Bahnhof (Strecke außer Betrieb)                          |     | Whv. Ebertstraße                                      | Whv. Ebertstraße                                      |
| Abzweig geradeaus und von rechts (Strecke außer Betrieb) |     | von DB                                                | von DB                                                |
| Kreuzung (Strecken außer Betrieb)                        |     | Oststrecke                                            | Oststrecke                                            |
| Brücke über Wasserlauf (Strecke außer Betrieb)           |     | Ems-Jade-Kanal                                        | Ems-Jade-Kanal                                        |
| Haltepunkt / Haltestelle (Strecke außer Betrieb)         |     | Banter Deich                                          | Banter Deich                                          |
| Bahnhof (Strecke außer Betrieb)                          |     | Südbahnhof                                            | Südbahnhof                                            |
| Haltepunkt / Haltestelle (Strecke außer Betrieb)         |     | Rüstringer Brücke                                     | Rüstringer Brücke                                     |
| Betriebsstelle Strecke bis hier außer Betrieb            | 5,2 | Westhafen / Industriegelände West (früher Pers.-Halt) | Westhafen / Industriegelände West (früher Pers.-Halt) |
| Abzweig geradeaus und ehemals von links                  |     | Seedeichstrecke                                       | Seedeichstrecke                                       |
| ehemaliger Haltepunkt / Haltestelle                      | 3,2 | Mariensiel                                            | Mariensiel                                            |
| Abzweig geradeaus und ehemals von rechts                 |     | von Voslapp                                           | von Voslapp                                           |
| ehemaliger Haltepunkt / Haltestelle                      | 0,5 | Sande Nord / Sande Vorortbahn                         | Sande Nord / Sande Vorortbahn                         |
| Abzweig geradeaus und von rechts                         |     | von Wilhelmshaven                                     | von Wilhelmshaven                                     |
| Bahnhof                                                  | 0,0 | Sande                                                 | Sande                                                 |
| Strecke                                                  |     | nach Oldenburg                                        | nach Oldenburg                                        |

Die Vorortbahn Wilhelmshaven war eine Kleinbahn in Wilhelmshaven, die von 1941 bis 1964 Personen- und Güterverkehr in Wilhelmshaven und Umgebung durchführte.

## Geschichte

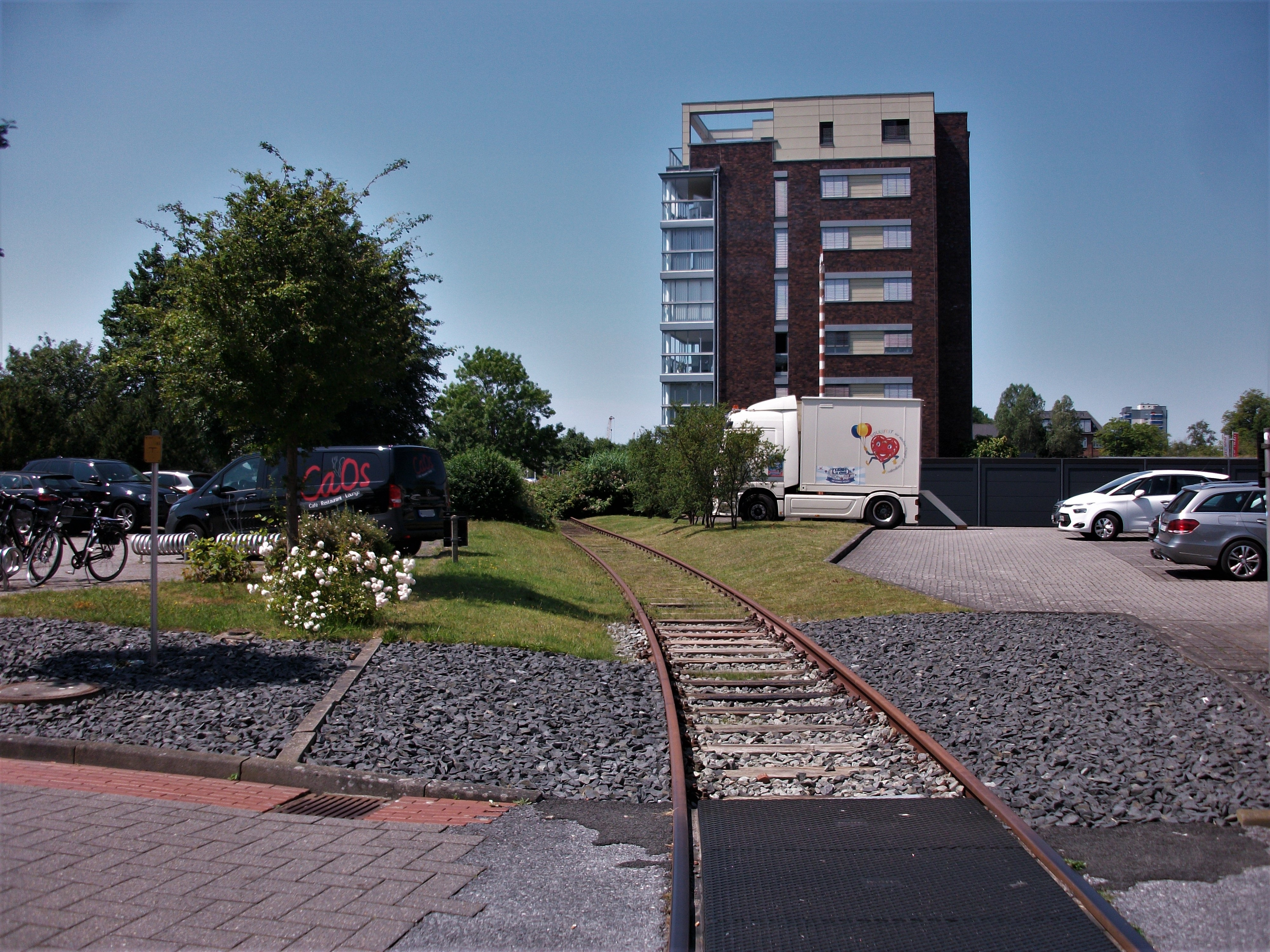
Vorortbahn Wilhelmshaven, Oststrecke in der Nähe des Bonteplatzes (2022)

Die Marinewerft in Wilhelmshaven hatte schon seit 1870 ihren eigenen Bahnbetrieb mit einem Gleisnetz von zuletzt ca. 200 km Länge. 1941 erhielt die Marinebahn die Genehmigung zum Personenverkehr nach Sande und in die nördlichen Stadtteile Wilhelmshavens (Altengroden, Fedderwardergroden, Voslapp). Es wurden fünf Lokomotiven und insgesamt 37 Personenwagen beschafft, mit denen täglich bis zu 30.000 Personen zu ihren Arbeitsplätzen auf dem Werftgelände transportiert wurden.
Die Marinebahn wurde schon früh aus der restlichen Werftorganisation ausgegliedert und blieb somit von Demontagen nach dem Zweiten Weltkrieg verschont. Zu diesem Zeitpunkt waren etwa 600 Mitarbeiter bei der Marinebahn beschäftigt. Zunächst wurde sie nach Kriegsende auf Befehl der alliierten Militärbehörden weiter betrieben und schließlich der Verwaltungsstelle für Reichs- und Staatsvermögen in Hannover treuhänderisch unterstellt.
Da durch die starken Kriegsschäden ein geregelter Betrieb der Wilhelmshaven-Rüstringer Straßenbahn unmöglich geworden war, blieb – abgesehen von einigen Buslinien – die Marinebahn das einzige öffentliche Verkehrsmittel. Im November 1949 wurde die bisherige Marinebahn, welche mittlerweile von der Deutschen Reichsbahn betreut wurde, in Vorortbahn Wilhelmshaven umbenannt und erhielt den Status einer Kleinbahn.
Durch den Ausbau des Verkehrsnetzes durch die Stadt Wilhelmshaven hatte es die Vorortbahn immer schwerer und 1961 wurde der Personenverkehr schließlich eingestellt, nachdem im Jahr zuvor noch 510.025 Personen befördert worden waren. Der Güterverkehr wurde noch weiter betrieben, aber zum 31. Dezember 1964 wurde die Vorortbahn Wilhelmshaven endgültig aufgelöst und der Fuhrpark verkauft. Die Gleisanlagen wurden teilweise stillgelegt bzw. von der Deutschen Bundesbahn weiter genutzt.

## Museumsbahnbetrieb

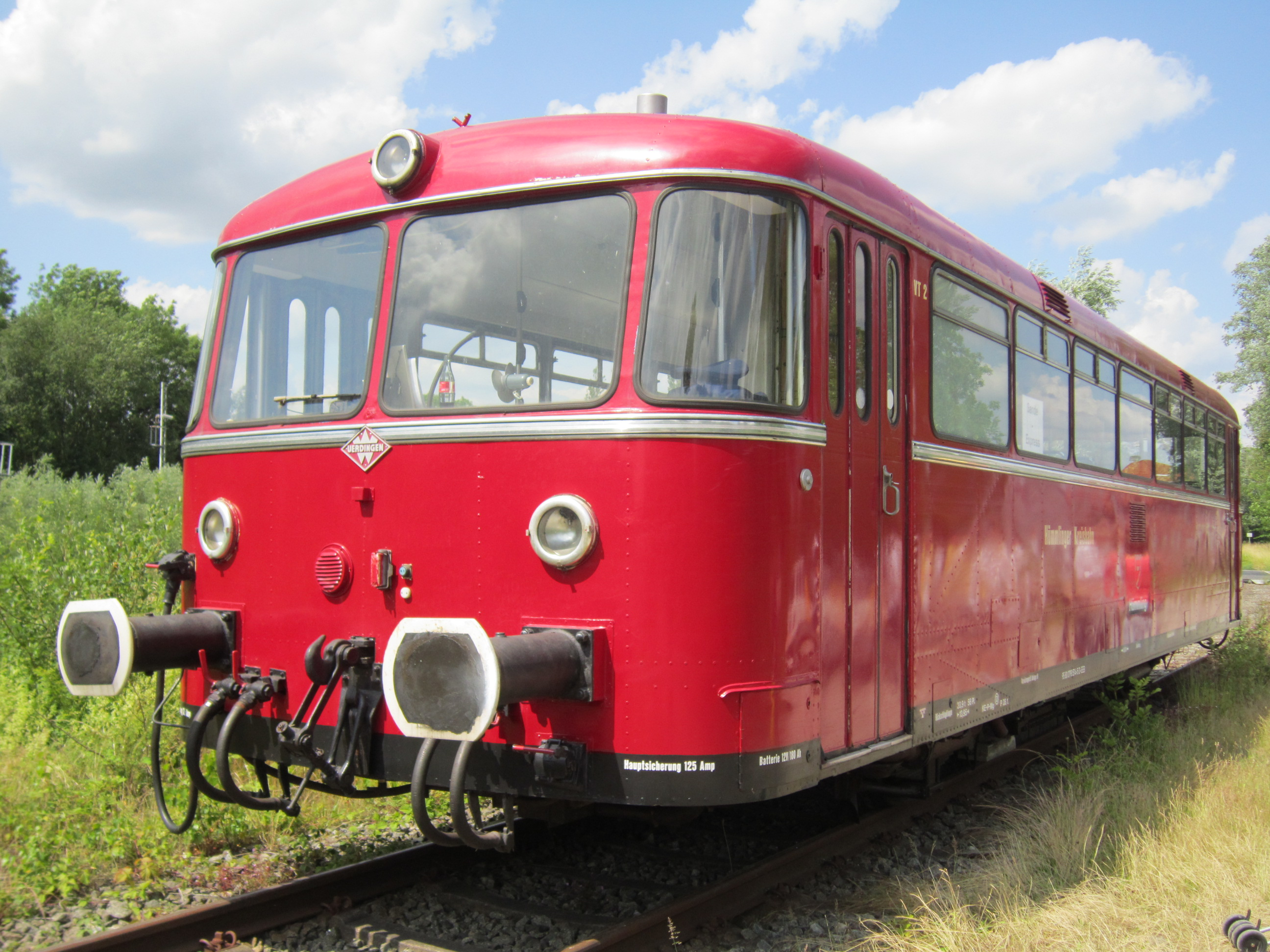
Schienenbus beim Bahnhof Sande

Seit 2011 wird an einigen Tagen im Jahr die Südstrecke der Vorortbahn von einem Schienenbus der Hümmlinger Kreisbahn, der mit dem bis 1962 auf der Vorortbahn eingesetzten Fahrzeug baugleich ist, vom Bahnhof Sande bis zur Emsstraße in Wilhelmshaven (in der Nähe des Pumpwerks) befahren.

## Streckennetz
Die Vorortbahn nutzte 35,83 km Strecken aus dem Netz der Marinebahn. Dabei fand der Personenverkehr im Wesentlichen auf den folgenden Linien statt:
- Gökerstraße (Flensburger Straße) – Jachmannstraße – Mühlenweg – Neuengroden – Maadebrücke – Hochschuldorf – Hörn (Fedderwardergroden) – Voslapp
- Sande – Sande Nord – Ems-Jade-Kanal – Middelsfähr – Schaardeich – Schaar – Lager Altengroden – Maadebrücke – Hochschuldorf – Hörn – Voslapp
- Friedrich-Wilhelm-Platz (später gegenüber dem Hauptbahnhof) – Westwerft – Mariensiel – Sande Nord – Sande

Es wurde außerdem Fracht transportiert, etwa zum Wiederaufbau der Vierten Hafeneinfahrt bis zu 1000 t Kies und anderes Baumaterial pro Tag.

## Fuhrpark
Während des Krieges gehörten zunächst fünf Lokomotiven der Arnold Jung Lokomotivfabrik (VoWi 12–16) sowie 20 vierachsige Personenwagen und 17 Behelfspersonenwagen zum Fuhrpark für den Personentransport. Nach Kriegsende kamen noch 20 weitere Loks aus dem Besitz der Kriegsmarine (davon fünf Dieselloks) sowie 176 Güterwagen verschiedener Bauart und 2.100 Kesselwagen, die an die VTG zunächst verliehen und schließlich bei Auflösung der Vorortbahn endgültig an diese abgegeben wurden.
Drei der vierachsigen Personenwagen sind nach dem Verkauf an die WLE seit 1976 bei der Hespertalbahn im Einsatz.
Im April 1952 wurde außerdem noch ein Schienenbus von der Waggonfabrik Uerdingen beschafft, der 1962 an die Hümmlinger Kreisbahn abgegeben wurde. Bis 2013 war der ausgemusterte Schienenbus in Boffzen vor einem Industriegebiet ausgestellt, inzwischen ist er in Ottbergen (Höxter).